# Wijnant IJsbrants van Ennetten
Wijnant (Winandus) IJsbrants van Ennetten (ca 1633 - vóór 1686) was een burgemeester van Eindhoven. Van Ennetten werd geboren als zoon van Isebrandus Wijnnants van Ennetten en Catharina Peters van Luijtelaer. Van Ennetten was een halfbroer van de Eindhovense burgemeester Johan van Ennetten.
Van Ennetten was koopman. Van 1 mei 1672 tot 30 april 1673 was hij een van de twee burgemeesters van Eindhoven, samen met Dirck Janssen van der Reijden.
Hij trouwde op 15 november 1654 in Eindhoven met Elisabeth Peters van de Gevel, dochter van Petrus van de Gevel en Catharina.